# 弗朗茨·J·英格尔芬格
弗朗茨·J·英格尔芬格（英語：Franz Joseph Ingelfinger，1910年8月20日—1980年3月27日）是一位美籍德裔医生、研究者和杂志编辑，主要研究领域为胃肠学。他曾作为波士顿大学医学院胃肠外科主任，且在1967年至1976年间担任过《新英格兰医学杂志》（The New England Journal of Medicine，NEJM）主编。